# Stortjärnen (Ströms socken, Jämtland, 707275-150330)
Stortjärnen är en sjö i Strömsunds kommun i Jämtland och ingår i Ångermanälvens huvudavrinningsområde.